# Aleksandr Tuchkin
Aleksandr Tuchkin (em russo:  Александр Аркадьевич Тучкин ; Leópolis, 15 de julho de 1974) é um handebolista profissional da Rússia, bicampeão olímpico.
Campeão olímpico em 1988 com a União Soviética. Com a Rússia nos Jogos Olímpicos de 2000, em Sydney, Aleksandr Tuchkin fez parte da equipe russa que sagrou-se campeã olímpica. Na edição seguinte, em Atenas 2004, conquistou a medalha de bronze.